# ریچارد سی. کریر
ریچارد سی. کریر (انگلیسی: Richard C. Currier؛ ۲۶ اوت ۱۸۹۲ – ۱۴ دسامبر ۱۹۸۴) تدوین‌گر اهل ایالات متحده آمریکا بود.

## فیلمشناسی
- بجنبید سربازها!
- عاشق‌شان باش و سیرشان کن
- شرکت بارنوم و رینگلینگ
- برادر کوچولو
- دل‌های لرزان
- قانون هیچ‌کس
- چرا دخترها جواب رد می‌دهند
- آیا لازم است مردان پیاده به منزل بروند؟
- رقاص‌های پنج سنتی
- مطابق سن خود رفتار کن
- مجنون چون روباه
- و ناگهان عمه آمد
- ماشین قراضه پادشاه به سلامت
- آیا لازم است ملوانان ازدواج کنند؟
- بابای ناآرام
- آوای جنگل
- اولین اشتباه آن‌ها
- بندرگاه قدیمی!
- لفینگ گریوی
- بداخلاق‌ها
- از صفر تا صد
- زن ما
- دست مریزاد
- عاشقی کن و اشک بریز
- دلیل علاقه دخترها به ملوانان
- زندان
- پادشاه زامبی‌ها
- دو ملوان
- جای خواب
- نبرد قرن
- ولشون کن بخندن
- لحظه سرنوشت‌ساز
- مردان نبرد
- زود گمشید بیرون!
- مأموران دریافت قسط
- اونها ترکوندن
- دقیقاً درست می‌گی
- او همسرم است
- کله‌پا
- شب‌زنده‌داران
- شامپانزه
- تجارت میمون
- جهانگردی
- شکوه چهارم
- جعبه موسیقی
- شلوار پوشاندن به فیلیپ
- آزادی
- زیر صفر
- هورا هورا
- روز عالی
- با عشق و نارضایتی
- آیا مردان متأهل باید به خانه بروند؟
- بزرگ باش!
- عشق بز
- یک افتضاح حسابی
- پیامدهای کارهای گذشته
- خواب زودهنگام
- هیجان‌زده و مهارنشدنی
- خواب زودهنگام
- ازدواج چپ‌اندرقیچی
- حکم احضار